# Edward Ernest Bowen
Pour les articles homonymes, voir Bowen.
Cet article possède un paronyme, voir Edward Bowen.
Edward Ernest Bowen, né le 30 mars 1836 à Glenmore dans le comté de Wicklow au Royaume-Uni de Grande-Bretagne et d'Irlande et mort le 8 avril 1901 à Moux dans le département de la Nièvre en France, est un footballeur anglais.
Il remporte la première coupe d’Angleterre en 1872 avec le Wanderers Football Club. Bowen est aussi un professeur important de Harrow School de 1859 jusqu’à sa mort. Il est enfin l’auteur de l’hymne de cet établissement renommé, Forty Years On (en).

## Biographie
Edward Ernest Bowen naît à Glenmore dans le comté de Wicklow en Irlande. Il suit sa scolarité à Blackheath Proprietary School puis au King's College de Londres avant d’intégrer Trinity College à Cambridge. Il est nommé assistant professeur au Marlborough College en 1858 avant d’être appelé à Harrow en 1859.
Dans son rôle d’enseignant, Bowen avait une approche assez progressiste de son métier en rupture avec les préceptes formalistes généraux des enseignants de l’ère victorienne : il pensait que ses élèves devaient être intéressés par ses cours et à l'aise avec l'enseignant.
Bowen est dans le même temps un sportif enthousiaste et un grand marcheur. Pendant ses études à Cambridge, il marche les 90 miles entre Cambridge et Oxford en 26 jours. À Harrow il est le premier enseignant à prendre autant en compte le sport. Il est de ce fait directement impliqué dans la création de la fédération anglaise de football. Bowen joue aussi au cricket.
Edward Bowen est aussi connu pour être l’auteur de la chanson de l’école d’Harrow, Forty Years On (en), chanson toujours chantée de nos jours.
Bowen meurt en France dans le village de Moux-en-Morvan dans le département de la Nièvre.

## Palmarès
Wanderers FC
- Vainqueur de la Coupe d'Angleterre en 1872 et 1873